# Stazione di Kariya
La stazione di Kariya (刈谷駅?, Kariya-eki) e una stazione ferroviaria di interscambio situata nella città di Kariya, nella prefettura di Aichi in Giappone. La stazione ospita due operatori, la JR Central servita dalla linea principale Tōkaidō e le Ferrovie Meitetsu per la linea Meitetsu Mikawa.

## Linee
JR Central
■ Linea principale Tōkaidō
 Ferrovie Meitetsu
■ Linea Mikawa

## Struttura

### Stazione JR
La stazione è costituita da due marciapiedi a isola con 4 binari in superficie.
| 1-2 | ■ Linea principale Tōkaidō | per Okazaki e Toyohashi  |
| 3-4 | ■ Linea principale Tōkaidō | per Nagoya, Gifu e Ōgaki |

### Stazione Meitetsu
La stazione è costituita da un marciapiede a isola con 2 binari in superficie.
| 1 | ■ Linea Mikawa | per Chiryū                    |
| 2 | ■ Linea Mikawa | per Mikawa-Takahama e Hekinan |

## Stazioni adiacenti
| ≪                        | Servizio                             | ≫                        |
| Linea principale Tōkaidō | Linea principale Tōkaidō             | Linea principale Tōkaidō |
| ------------------------ | ------------------------------------ | ------------------------ |
| Noda-Shinmachi           | Locale                               | Aizuma                   |
| Anjō                     | Rapido sezionale Rapido Nuovo Rapido | Ōbu                      |
| Anjō                     | Rapido Speciale                      | Kanayama                 |
| Linea Mikawa             |                                      |                          |
| Shigehara                | Locale                               | Kariyashi                |